# Disúria
La disúria és la dificultat o dolor en la micció. Pot ser un dels components de la síndrome miccional o de la síndrome prostàtica. Les causes més usuals són:
- Infecció del tracte urinari, sobretot cistitis; també pot ser degut a una malaltia de transmissió sexual, com ara en el cas d'uretritis o vaginitis.[2][3]
- Litiasi vesical (càlculs en la bufeta urinària).
- Tumors de la bufeta urinària.
- Qualsevol malaltia de la pròstata.
- Efecte secundari de medicaments anticolinèrgics (com els utilitzats per a la malaltia de Parkinson).[4]